# (6289) Lanusei
(6289) Lanusei ist ein Asteroid des äußeren Hauptgürtels, der am 28. April 1984 von den italienischen Astronomen Walter Ferreri und Vincenzo Zappalà am La-Silla-Observatorium (IAU-Code 809) der Europäischen Südsternwarte in Chile entdeckt wurde.
Der Asteroid gehört zur Themis-Familie, einer Gruppe von Asteroiden, die nach (24) Themis benannt wurde.
Der Himmelskörper wurde am 27. Januar 2013 nach der italienischen Gemeinde (comune) Lanusei in der Provinz Ogliastra auf Sardinien benannt, die durch die Schule der Salesianer Don Boscos, die sich unter anderem hier niederließen, Bedeutung gewann.